# اسب استاک

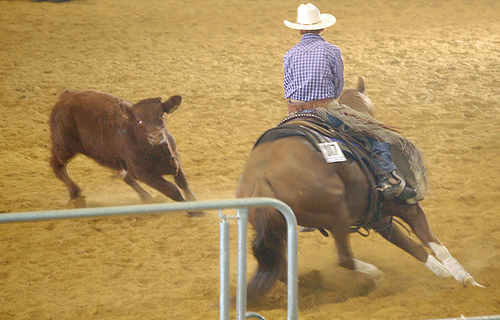
اسب کاتینگ در حال کار با یک گاو

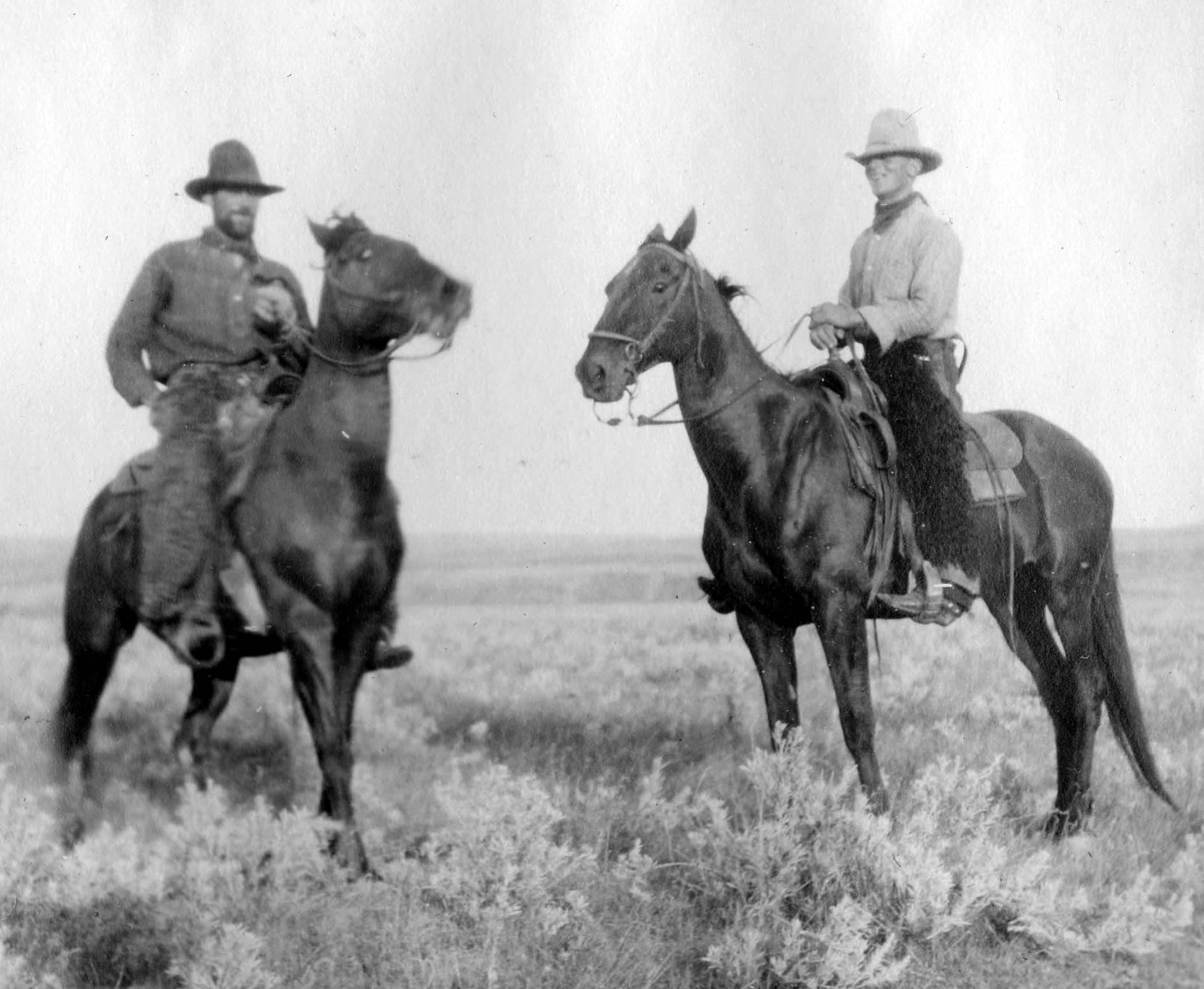
گاوچران‌های مونتانا و اسب‌هایشان حدود سال ۱۹۱۰

اسب استاک (به انگلیسی: stock horse) به گونه‌ای از اسب گفته می‌شود که برای کار در کنار احشام به‌خصوص گله گاو یا گوسفند مناسب است. پونی گله یا اسب گله اصطلاحات قدیمی هستند که امروزه هم به صورت محاوره (در فرهنگ آمریکا) اشاره به اسب چابک راهنمای گله دارد. مبدأ این اصطلاح به سال ۱۸۷۶ می‌رسد. کلمه اسبچه در این موضوع ربطی به اندازه آن ندارد. اگر چه اسبچه گله سنتی می‌تواند به کوچکی، وزن ۳۲۰ تا ۴۱۰ کیلوگرم و بلندی ۱۴دست (یکا) باشد.